# ББФСК Ахилеј
Бодибилдинг и фитнес спортски клуб Ахилеј je спортско удружење основанo са циљем подстицања, промовисања и остваривања спортских циљева у спортским гранама бодибилдинга, фитнеса, мешовитих борилачких вештина, џијуџицуа и пауерлифтинга. Делује као удружење са својством добровољног, неполитичког и непрофитабилног правног лица и уписује се у регистар удружења при надлежном телу државне управе.